# Tranor
Tranor  (Gruidae) är en familj inom ordningen tran- och rallfåglar med stora, långbenta och långhalsade fåglar.

## Utseende och läte
De adulta fåglarna blir mellan 90 och 175 centimeter mellan näbbspets och stjärtspets. De utmärks genom långa, trubbiga vingar, kraftig kropp och lång hals. Deras baktå sitter betydligt högre än framtårna. Den yttre tån är genom bindhinna förenad med mellantån och den inre tåns klo är mycket kraftig. Benen är långa och ett långt stycke av underbenet är naket. Näsborrarna ligger nära näbbens undre kant och är baktill omgivna av en hinna. Stjärten är kort och har 12 pennor.
Flera av arterna har trumpetliknande läten.

## Ekologi
Ungarna föds med många dunfjädrar och de kan snart följa föräldrarna. Under häckningstiden lever tranorna parvis, men på vintern och under flyttningarna uppträder de i flockar. Deras föda hämtas från både växt- och djurriket. De är skygga men livliga fåglar, som under parningstiden, men ibland även vid andra tider på året utför en sorts danslekar, då de intar egendomliga kroppsställningar och vridningar, utför höga hopp och griper föremål med näbben som de kastar i luften.

## Systematik
Tranornas systematik är omdiskuterad. Traditionellt delades de upp i två till fyra släkten, där Grus och Balearica var de två mest distinkta. Analyser indikerade att denna uppdelning inte skildrade arternas faktiska släktskap. Sentida studier visar att krontranorna (Balearica) utgör en helt egna utvecklingslinje som skilde sig från övriga grupper för över 30 miljoner år sedan, medan de andra arterna är jämförelsevis nära släkt med varandra, uppdelade på fyra klader.

### Släkten och arter
Denna lista följer AviList som delar upp familjen i fyra släkten med 15 nu levande arter, spridda över alla världsdelar utom Sydamerika och polartrakterna.
- Släkte Balearica
  - Grå krontrana (Balearica regulorum)
  - Svart krontrana (Balearica pavonina)
- Släkte Leucogeranus
  - Snötrana (Leucogeranus leucogeranus)
- Släkte Antigone
  - Prärietrana (Antigone canadensis)
  - Glasögontrana (Antigone vipio)
  - Brolgatrana (Antigone rubicunda)
  - Sarustrana (Antigone antigone)
- Släkte Grus
  - Vårttrana (Grus carunculata)
  - Jungfrutrana (Anthropoides virgo)
  - Paradistrana (Anthropoides paradisea)
  - Japansk trana (Grus japonensis)
  - Trumpetartrana (Grus americana)
  - Trana (Grus grus)
  - Munktrana (Grus monacha)
  - Svarthalsad trana (Grus nigricollis)

## Bildgalleri

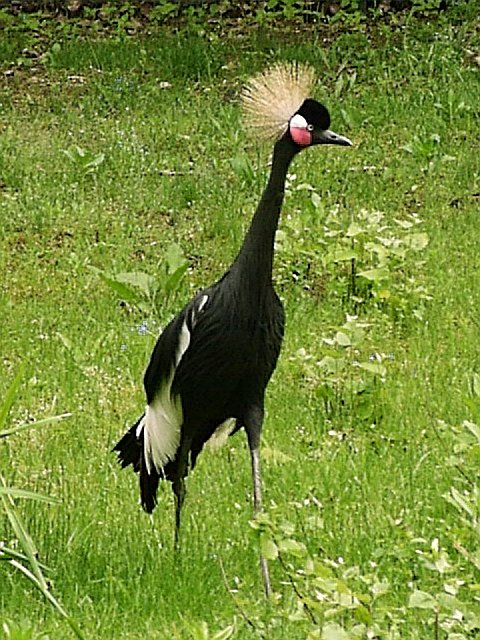
Svart krontrana (Balearica pavonina)
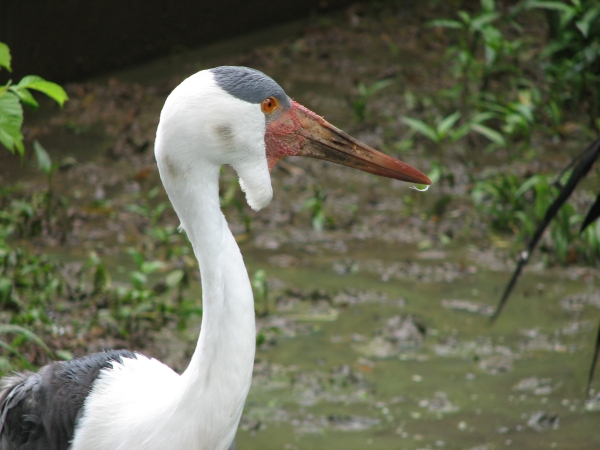
Vårttrana (Grus carunculatus)
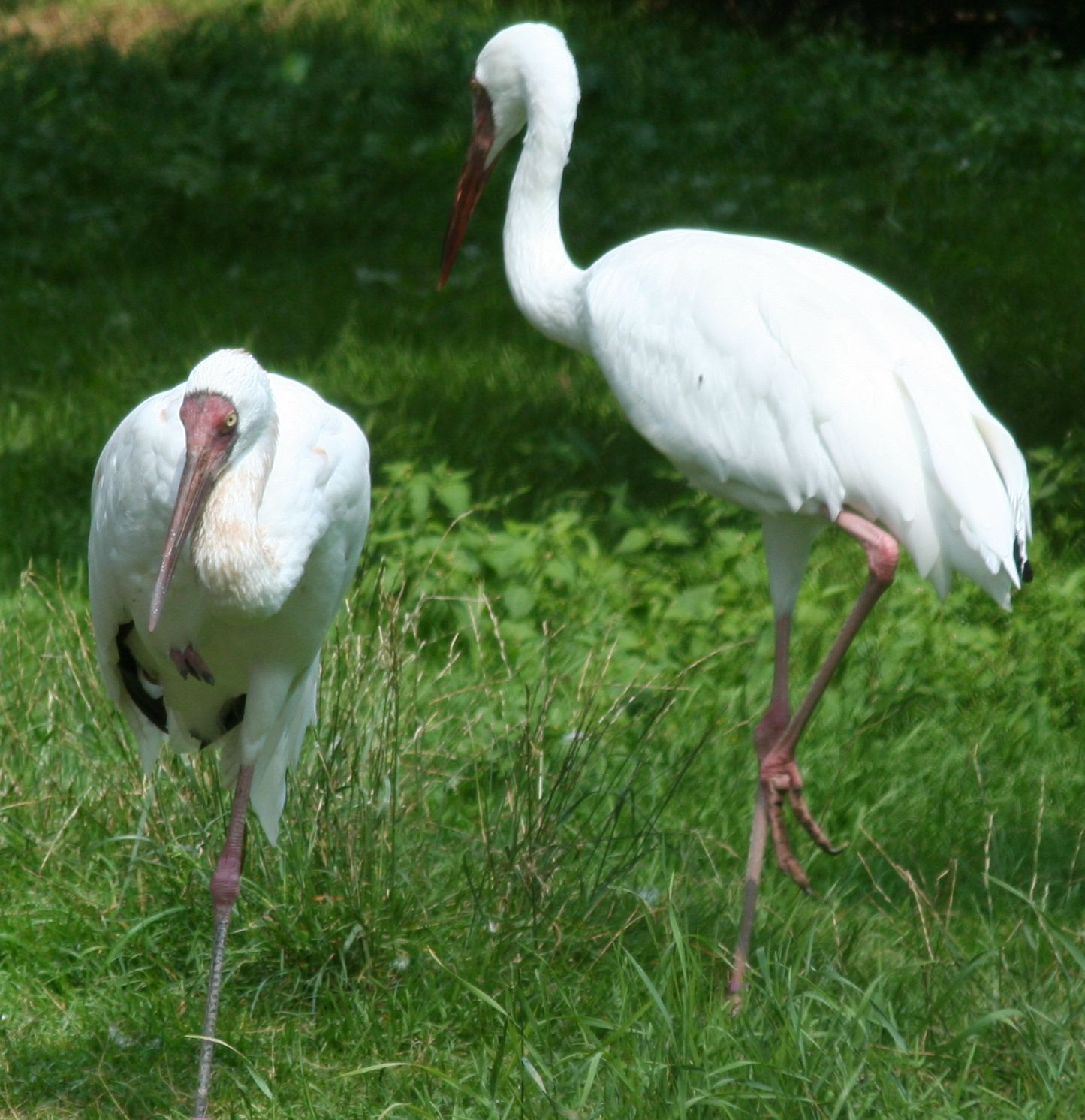
Snötrana (Grus leucogeranus)
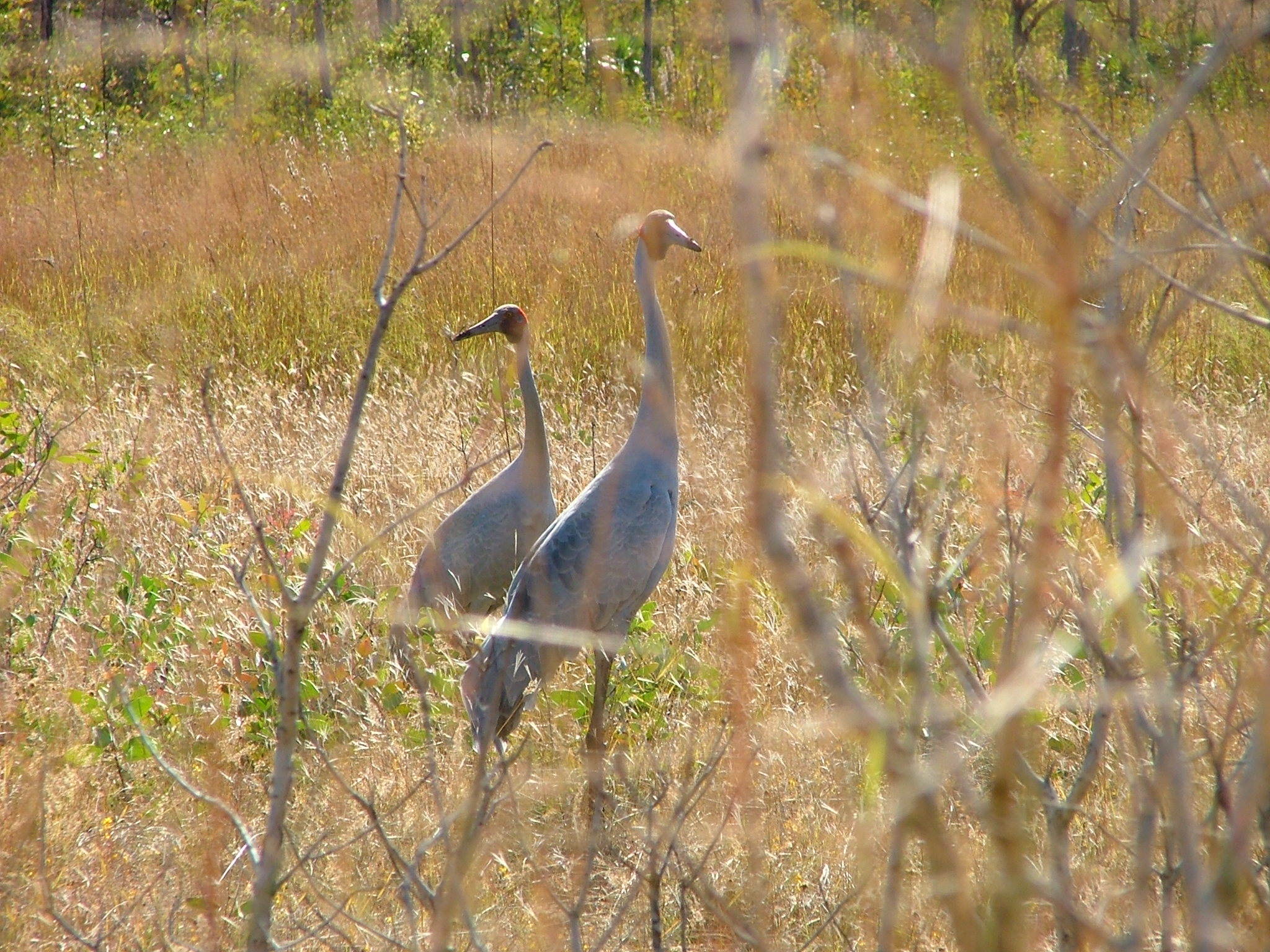
Brolgatrana (Grus rubicunda)
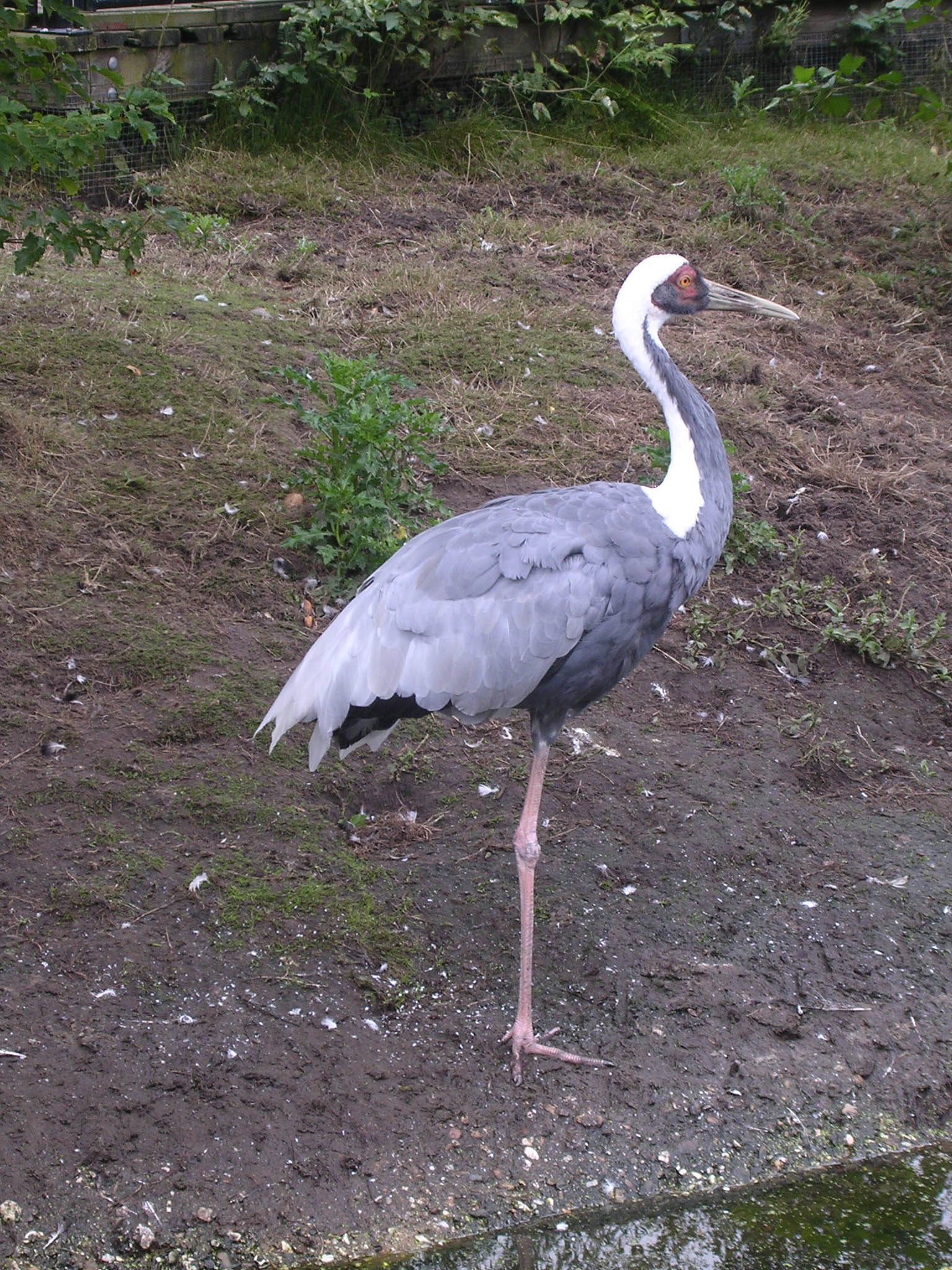
Glasögontrana (Grus vipio)
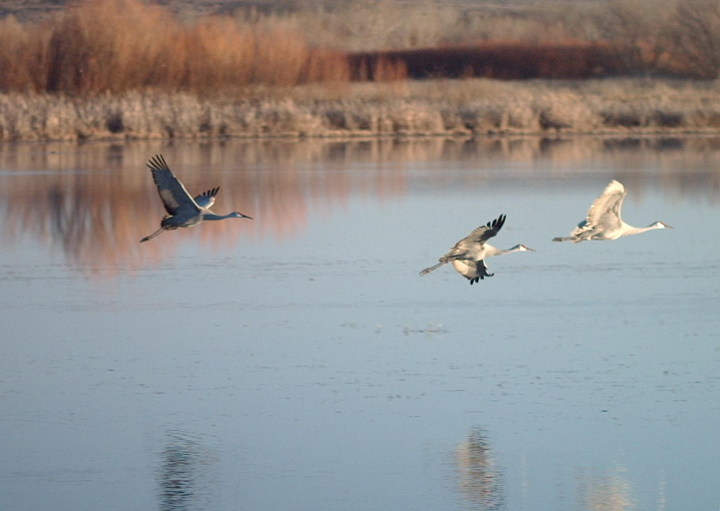
Prärietrana (Grus canadensis)
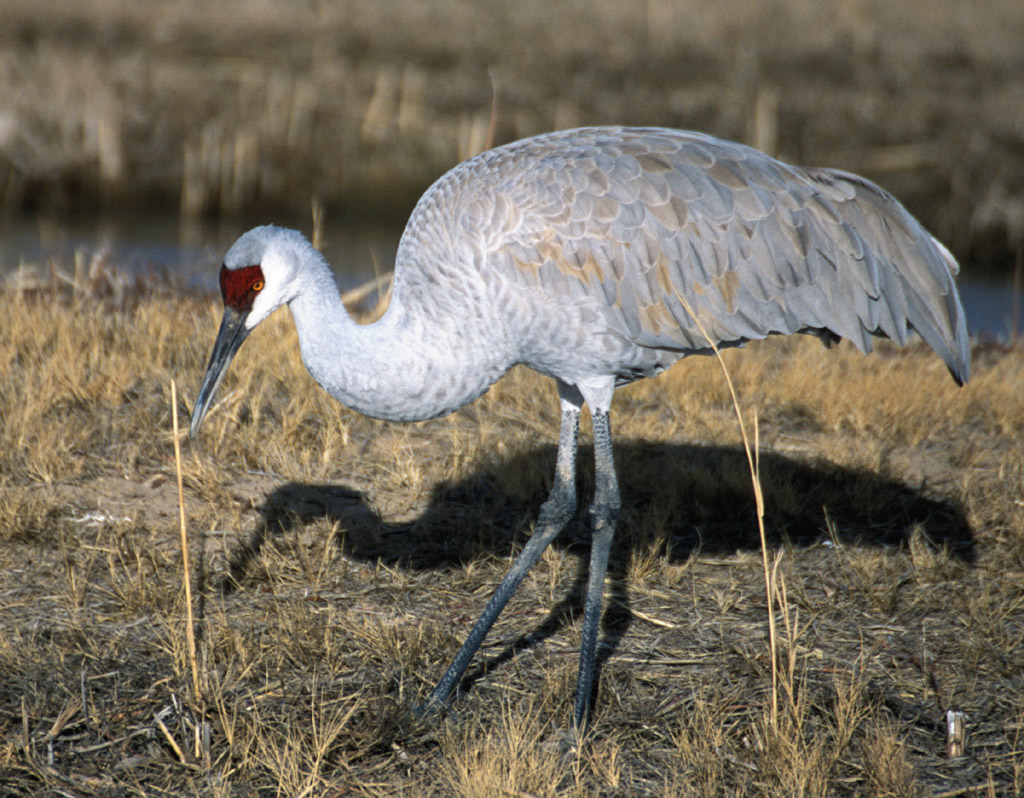
Prärietrana (Grus canadensis)
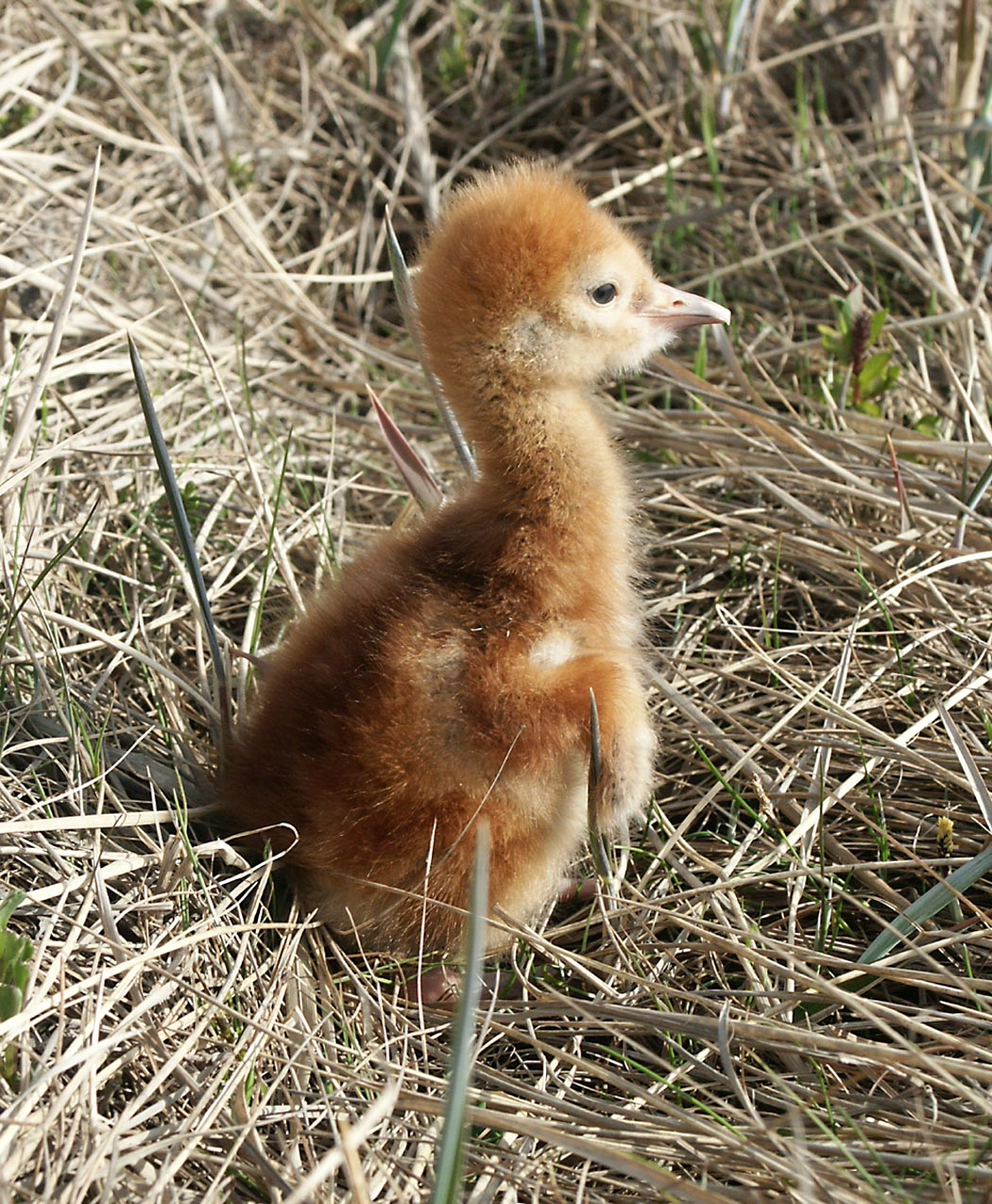
Prärietrana, kyckling (Grus canadensis)
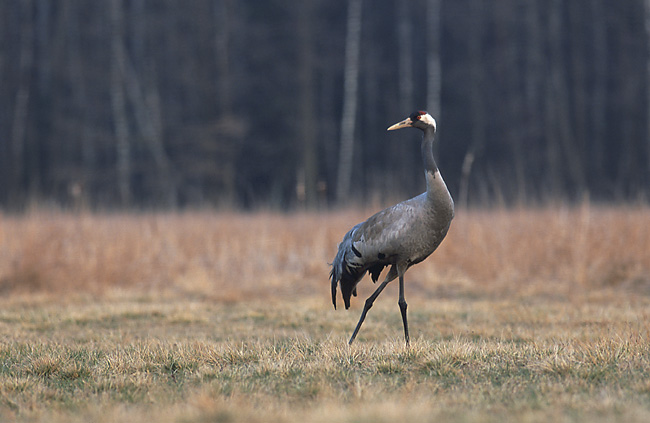
trana (Grus grus)
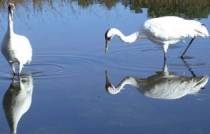
Trumpetartrana (Grus americana)
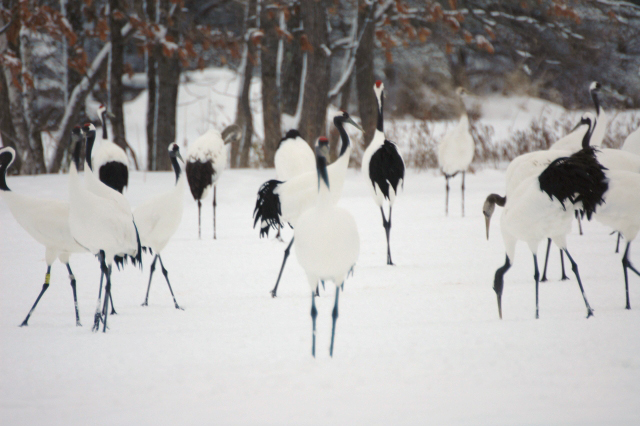
Japansk trana (Grus japonensis)
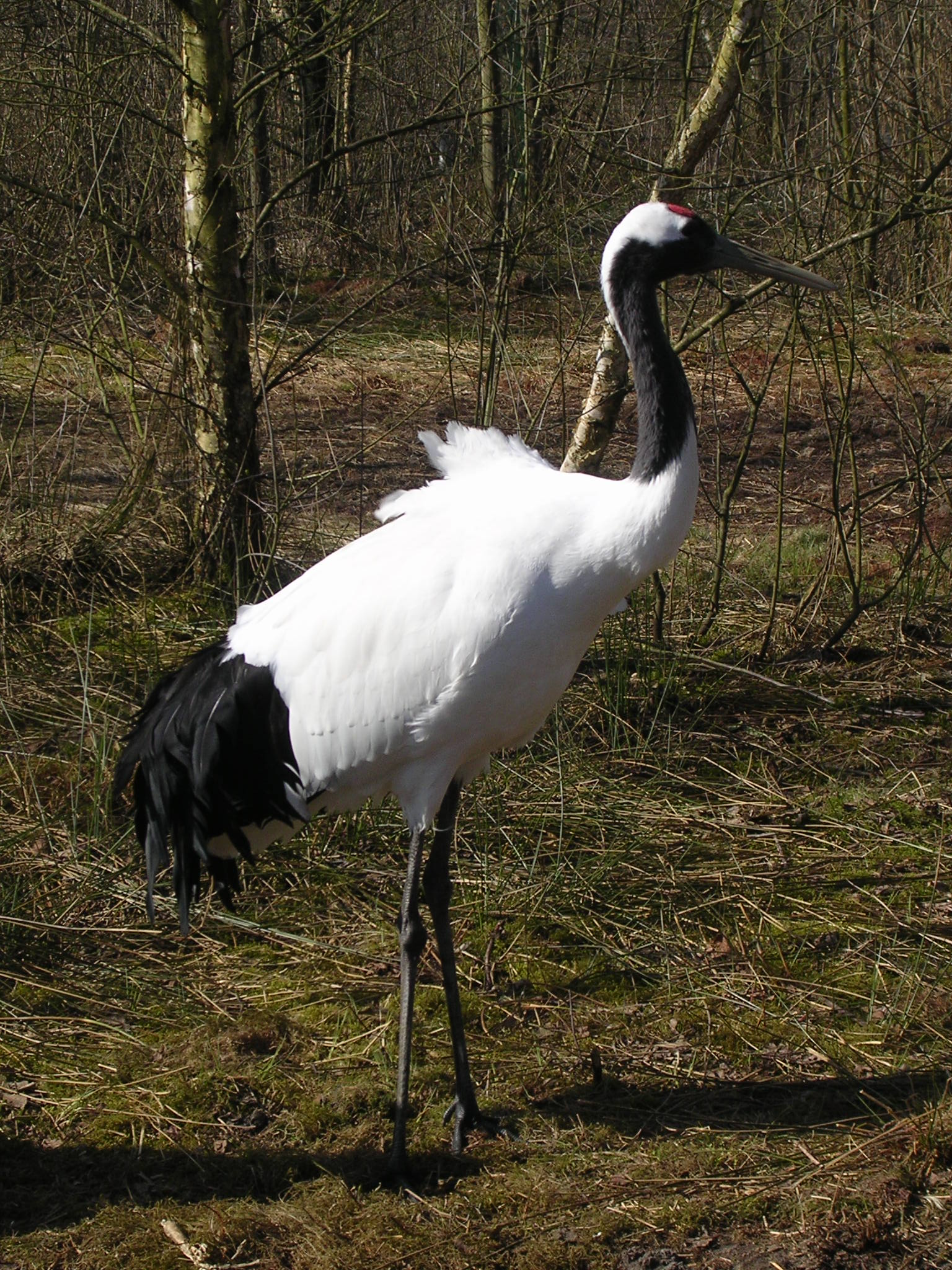
Japansk trana (Grus japonensis)
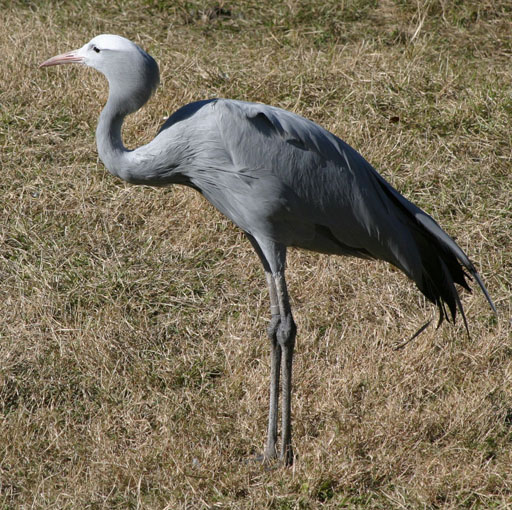
Paradistrana (Grus paradisea)
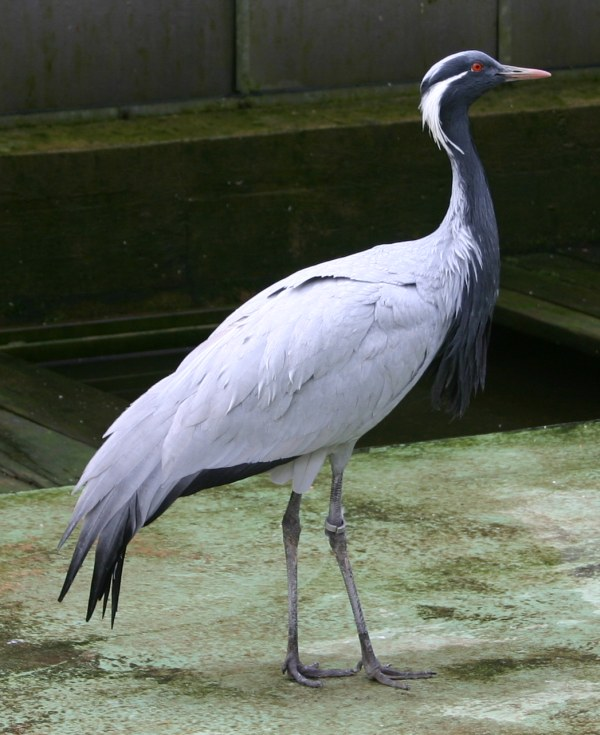
Jungfrutrana (Grus virgo)

## Tranor och människan
På grund av sin storlek och spektakulära utseenden är flera arter populära att hålla i fångenskap.